# Kianjandrakefina
Kianjandrakefina is een plaats en commune in het centrum van Madagaskar, behorend tot het district Ambositra, dat gelegen is in de regio Amoron'i Mania. Tijdens een volkstelling in 2001 telde de plaats 11.605 inwoners.
De plaats biedt lager en voortgezet onderwijs voor jongeren en ouderen. 80 % van de bevolking werkt als landbouwer. De belangrijkste landbouwproducten zijn rijst en pinda's; andere belangrijke producten zijn maniok, zoete aardappelen en aardappelen. Verder is 20% actief in de dienstensector.